# Formicilla gibbosa
Formicilla gibbosa es una especie de coleóptero de la familia Anthicidae.

## Distribución geográfica
Habita en Paraguay.